# Werner Kjær
Werner Anders Lindberg Kjær (7. marts 1924 i Aarhus – 17. april 1998 samme sted) var en dansk arkitekt, der sammen med Johan Richter grundlagde arkitektvirksomheden Kjær & Richter.
Kjær var oprindeligt uddannet tømrer og kom til Tegnestuen Richter og Gravers i 1967, der blev drevet af Richter og Arne Gravers. Fra 1971 ledte Kjær og Richter virksomheden, der kom til at stå bag en lang række byggerier. Werner Kjær beskæftigede sig desuden med tilsyn af 900 danske kirker. Han var fra 1986 administrerende direktør i arkitektvirksomheden, gik på pension i 1994 og fungerede til sin død som konsulent for Kjær & Richter. Kjær & Richter står bl.a. bag Musikhuset i Aarhus.